# Садоводів
Садово́дів (рос. Садоводов) — селище у складі Барнаульського міського округу Алтайського краю, Росія.

## Населення
Населення — 1630 осіб (2010; 1484 у 2002).
Національний склад (станом на 2002 рік):
- росіяни — 94 %